# Miss France 1988
Miss France 1988 est la 58e élection de Miss France. Elle se déroule au Théâtre de l'Empire à Paris le jeudi 31 décembre 1987 entre 23h et 1h du matin, présentée par Sacha Distel avec le concours de Caroline Tresca et Chantal Bouvier de Lamotte (Miss France 1972) au standard d'Europe 1, station chargée du vote téléphonique des téléspectateurs.

## Déroulement
Les 12 demi-finalistes sont issues d'une demi-finale tenue à l'Hôtel Méridien-Montparnasse de Paris le samedi 26 décembre 1987, présentée par Geneviève et Xavier de Fontenay.

## Jury
[réf. souhaitée]

## Classement final
| Résultat         | Candidate | Région |
| ---------------- | --- | --- |
| Miss France 1988 | Sylvie Bertin | Miss Bresse-Bugey |
| 1re dauphine     | Claudia Frittolini | Miss Alsace |
| 2e dauphine      | Elsa Victoire | Miss Martinique |
| 3e dauphine      | Graziella Pequin | Miss Bretagne |
| 4e dauphine      | Nathalie Huc | Miss Roussillon |
| Top 12           | - Miss Côte d'Azur - Nathalie Bianchi - Miss Grande-Motte - Roseline Casal - Miss Île de France - Nathalie Nicolov - Miss Midi-Pyrénées - Brigitte Herrera - Miss Rouergue - Christelle Rocagel - Miss Lorraine - Florence Rose - Miss Franche-Comté - Astrid Guillemin | - Miss Côte d'Azur - Nathalie Bianchi - Miss Grande-Motte - Roseline Casal - Miss Île de France - Nathalie Nicolov - Miss Midi-Pyrénées - Brigitte Herrera - Miss Rouergue - Christelle Rocagel - Miss Lorraine - Florence Rose - Miss Franche-Comté - Astrid Guillemin |

## Candidates
| Région             | Nom                 |
| ------------------ | ------------------- |
| Miss Alsace        | Claudia Frittolini  |
| Miss Anjou         | Laurence Janitor    |
| Miss Aquitaine     | Myriam Saint Espes  |
| Miss Bourgogne     | Sandrine Caire      |
| Miss Bresse-Bugey  | Sylvie Bertin       |
| Miss Bretagne      | Graziella Pequin    |
| Miss Centre-Ouest  | Evelyne Poignet     |
| Miss Côte d'Azur   | Nathalie Bianchi    |
| Miss Côte d'Opale  | Karen Dettrez       |
| Miss Flandres      | Marilyn Vecchioli   |
| Miss Franche-Comté | Astrid Guillemin    |
| Miss Gascogne      | Coralie Nogueras    |
| Miss Grande-Motte  | Roseline Casal      |
| Miss Guadeloupe    | Adelaïde Annie      |
| Miss Guyane        | Lilia Roger         |
| Miss Haute-Savoie  | Nathalie Aubert     |
| Miss Ile de France | Nathalie Nicolov    |
| Miss Languedoc     | Laurence Aimable    |
| Miss Limousin      | Sylvie Loirat       |
| Miss Littoral-Nord | Virginie Peret      |
| Miss Littoral-Sud  | Caroline Bruno      |
| Miss Lorraine      | Florence Rose       |
| Miss Martinique    | Elsa Victoire       |
| Miss Médoc         | Christelle Bastard  |
| Miss Midi-Pyrénées | Brigitte Herrera    |
| Miss Normandie     | Estelle Pelcat      |
| Miss Paris         | Karine Espallargas  |
| Miss Pays de Loire | Stéphanie Dubois    |
| Miss Périgord      | Catherine Yzerd     |
| Miss Picardie      | Carole Medzickowski |
| Miss Provence      | Nathalie Puerari    |
| Miss Quercy        | Laurence Leporc     |
| Miss Rhône-Alpes   | Catherine Sontag    |
| Miss Rouergue      | Christelle Rocagel  |
| Miss Roussillon    | Nathalie Huc        |
| Miss Tahiti        | Mearii Manoi        |

## Faits marquants
Sylvie Bertin est par la suite remplacée par Claudia Frittolini, Miss Alsace et première dauphine, après avoir refusé de participer à l'élection de Miss Univers. Elle récupère son titre quelques semaines plus tard. Cette soirée est la première finale Miss France télévisée dans son intégralité par FR3. L'année précédente, l'élection de Miss France 87 dans l'émission de Guy Lux pour le réveillon de "la 3" était en quelque sorte le "numéro zéro" de l'aventure télévisuelle naissante. Sylvie Bertin est la seule Miss France à ce jour à avoir été élue uniquement par le vote des téléspectateurs, sans aucun vote du jury. La soirée s'est déroulée au Théâtre de l'Empire SFP. Un incident inconnu du public a marqué cette manifestation. Sacha Distel, qui présentait l'émission, avait exigé la présence de l'ingénieur du son Joël Moulet. À la suite d'une expérience malheureuse (lors d'une émission de variétés, la bande son d'un play-back s'était interrompue au milieu de sa chanson), le chanteur demanda systématiquement par la suite la présence d'un ingénieur du son en lequel il avait toute confiance, en l’occurrence Joël Moulet pour la SFP. Or, le Théâtre de l'Empire disposait d'un ingénieur du son attitré et refusait catégoriquement ce changement de technicien. La tension a monté puis culminé jusqu'à l'avant veille de la retransmission et l'équipe technique de la SFP s'est mise en grève une partie de la journée. Devant l'irritation de la direction de FR3, rappelant à la SFP qu'elle était cliente, la SFP céda mais refusa en revanche d'apparaître au générique de fin et aucun nom de ses techniciens n'y figura.
Sacha Distel avait également émis une autre condition : que son nom figure dans le titre de l'émission. FR3 n'hésitant pas à cultiver à cette époque la tradition d'intitulés alambiqués, l'émission fur renommée Avec Sacha Distel élisez Miss France et bonne année — tout un programme. Un hebdo TV ajouta par ailleurs à la confusion de ce titre étrange en écrivant "Élysée" au lieu de "élisez". Le standard téléphonique d'Europe 1 fut pour la seconde fois associé à l'événement : 14 543 appels furent traités sur un total de 40 183. Miss Bresse Bugey, Sylvie Bertin, obtint 2934 voix devant Miss Alsace avec 2785 voix et Miss Martinique avec 1577 voix. À l'exception d'une Miss Bugey en 1971, c'était seulement la seconde fois que ce titre de Bresse Bugey participait à une finale Miss France (Élection de Miss France 87, l'année précédente). Les autres années, c'est sous le titre de Miss Pays d'Ain que les concurrentes de cette région avaient défilé.
Devant le succès grandissant de cette finale retransmise pour la deuxième fois le soir du réveillon, ce jeudi 31 décembre 1987 de 23h à 1h du matin, FR3 décida de programmer l'émission l'année suivante en prime time sur son antenne, réalisée par Guy Job, ce qu'elle fera pendant sept ans avant de voir partir l'émission pour TF1 en 1995.